# Grimmia scabripes
Grimmia scabripes là một loài Rêu trong họ Grimmiaceae. Loài này được E.B. Bartram mô tả khoa học đầu tiên năm 1946.